# Lewia intercepta
Lewia intercepta är en svampart som beskrevs av E.G. Simmons & McKemy 2002. Lewia intercepta ingår i släktet Lewia och familjen Pleosporaceae.   Inga underarter finns listade i Catalogue of Life.